# Monte Sobretta
Der Monte Sobretta ist mit 3296 m s.l.m. der höchste Berg der Sobretta-Gavia-Gruppe. Er befindet sich im Südwesten von Bormio.